# ТЕС Сімері-Крикі
ТЕС Сімері-Крикі — теплова електростанція на півдні Італії у регіоні Калабрія, провінція Катандзаро. Споруджена з використанням технології комбінованого парогазового циклу.
Введена в експлуатацію у 2008 році, станція має один блок потужністю 857 МВт. У ньому встановлені дві газові турбіни потужністю по 277,4 МВт, які через котли-утилізатори живлять одну парову турбіну з показником 302,5 МВт.
Загальна паливна ефективність ТЕС становить 58,8 %.
Як паливо станція використовує природний газ.
Для видалення продуктів згоряння із котлів-утилізаторів споруджено два димарі висотою по 50 метрів.
Зв'язок із енергомережею відбувається по ЛЕП, розрахованій на роботу із напругою 380 кВ.